# Саген, Анетта
Ане́тта Са́ген (норв. Anette Sagen; род. 10 января 1985 года, Мушёэн) — норвежская прыгунья с трамплина, призёр чемпионата мира, многократная победительница женского континентального кубка.

## Карьера
На международной карьере дебютировала в январе 2003 года в Планице, где сразу одержала победу. В середине двухтысячных норвежке не было равных в континентальном женском кубке, который был для женщин турниром самого высокого ранга. Его Анетта выигрывала 5 раз подряд (в промежуток с 2005 по 2009 годы). Широкую известность Саген получила в 2004 году, когда добивалась права совершить прыжок с гигантского трамплина в Викерсунде. В итоге Торбьорн Иггсет, президент норвежской федерации прыжков, запретил её выполнение прыжка, мотивируя это тем, что на данной стадии развития этого вида спорта спортсменки подвергаются чрезвычайной опасности на гигантских трамплинах.
В 2009 году, на первом для женщин чемпионате мира Саген завоевала бронзовую медаль на среднем трамплине, а спустя год, в марте 2010 года выполнила первый прыжок на обновлённом трамплине в Хольменколлене, прыгнув на 106,5 метров. Но на чемпионате мира, который проходил в 2011 году на этом же трамплине, Анетта провалилась и стала лишь 22-й
На первом в истории женском старте кубка мира Саген показала восьмой результат, а всего за весь сезон она дважды поднималась на призовой подиум, становясь третьей. В общем зачете она стала шестой, а год спустя поднялась на одно место выше, попутно одержав свою первую кубковую победу на этапе в Шонахе.

## Победы в Кубке мира
| Сезон     | Дата          | Место | Трамплин |
| --------- | ------------- | ----- | -------- |
| 2012/2013 | 6 Января 2013 | Шонах | HS 106   |